# Micu-gusoku
Micu-gusoku (japonsko 三具足) je v japonskem budizmu tradicionalni aranžma treh predmetov, pogosto pred sliko Buda ali pomembne budistične osebnosti.
Trije predmeti so navadno kadilnica, svečnik v obliki japonskega žerjava (Grus japonensis) in vaza za darovanje cvetja. Postavljeni so drug poleg drugega na plošči ali manjši mizi. Postavitev je postala priljubljena v obdobjih Kamakura in Nanboku-čo. Slog Tatehana (立花, »stoječe rože«) aranžmajev Micu-gusoku je najstarejše oblikovanje cvetja na Japonskem, ki so ga kasneje formulirali v umetnost ikebane. Omenjeno je, da je v sredini 15. stoletja menih Ikenobo Senkej iz templja Rokkaku-do v Kjotu razvil nove pristope in tehnike aranžiranja cvetja, za katere je prejel hvalo.
Obstaja tudi druga varianta s postavitvijo petih predmetov go-gusoku (五具足). 